# 云岭虎耳草
云岭虎耳草（学名：Saxifraga yunlingensis），为虎耳草科虎耳草属下的一个植物种。